# Gąsów (województwo opolskie)
Gąsów – część Opola, do 1 stycznia 2017 osada w Polsce położona w województwie opolskim, w powiecie opolskim, w gminie Komprachcice.